# John Leveson-Gower, 1. hrabě Gower
John Leveson-Gower, 1. hrabě Gower (John Leveson-Gower, 1st Earl Gower, 1st Viscount Trentham, 2nd Baron Gower of Stittenham) (10. srpna 1694 – 25. prosince 1754) byl britský státník ze šlechtického rodu Leveson-Gowerů. Jako dědic peerského titulu byl od mládí členem Sněmovny lordů, dlouhodobě byl v opozici proti Walpolově vládě, poté zastával až do smrti vysoké funkce a v roce 1746 získal titul hraběte. V dalších generacích patřili jeho potomci k nejbohatší šlechtě Velké Británie a v roce 1833 dosáhli titulu vévodů ze Sutherlandu.

## Politická kariéra
Byl nejstarším synem 1. barona Gowera, po matce pocházel z rodu vévodů z Rutlandu. Měl tři mladší bratry, kteří byli členy Dolní sněmovny (William, 1696-1756; Thomas, 1699-1727; Baptist, 1701-1782). Po otci zdědil titul barona (1709), poté studoval ve Westminsteru a Oxfordu. Po dosažení zletilosti vstoupil do Sněmovny lordů a stal se předním mluvčím toryů, takže stál v dlouholeté opozici proti vládě Roberta Walpola. Po Walpolově pádu byl v Comptonově a Pelhamově vládě lordem strážcem tajné pečeti (1742–1743 a 1744–1754), od roku 1742 byl též členem Tajné rady. V případě nepřítomnosti Jiřího II. v Anglii byl v letech 1740–1752 celkem šestkrát členem místodržitelského sboru.
V roce 1746 byl povýšen na hraběte Gowera. Mimoto byl lordem-místodržitelem v hrabství Staffordshire (1742–1754), kde vlastnil statky a nechal zde přestavět zámek Trentham Hall. Angažoval se také v charitě a získal čestný doktorát v Oxfordu.

## Rodina

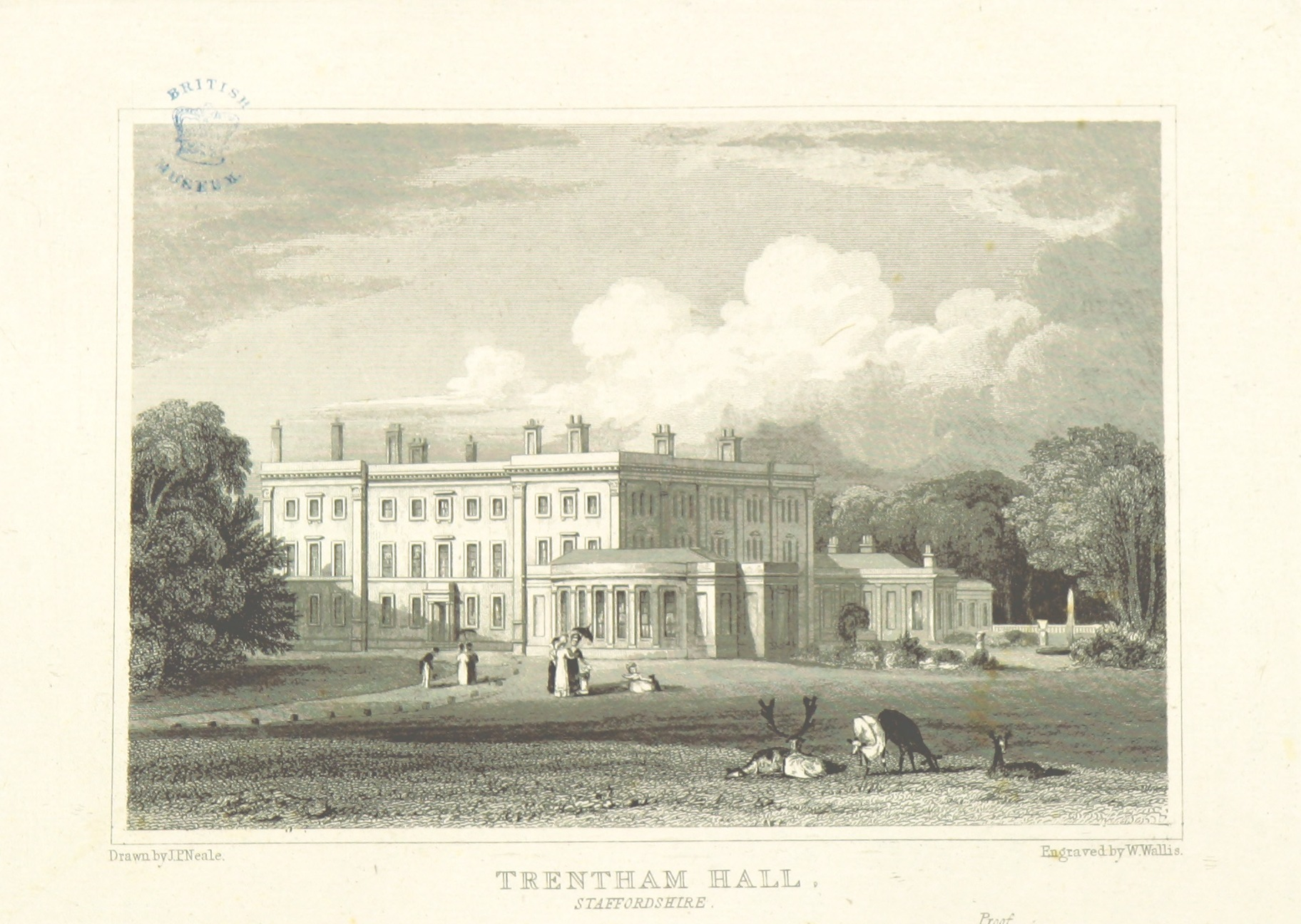
Zámek Trentham Hall (Staffordshire), hlavní rodové sídlo

Poprvé se oženil s Evelyn Pierrepont (1694–1727), dcerou 1. vévody z Kingstonu, jeho druhou manželkou byla Penelope Stonhouse (1707–1734) a potřetí se oženil byla Mary Tufton (1700–1785), dcerou 6. hraběte z Thanetu a vdovou po hraběti z Haroldu. Ze všech tří manželství pocházelo celkem čtrnáct dětí, z nichž šest zemřelo v dětství.
- Gertrude (1714–1794), manžel 1737 John Russell, 4. vévoda z Bedfordu (1710–1771), ministr vnitra, ministr námořnictva, místokrál v Irsku
- Mary (1717–1778), manžel 1739 Sir Richard Wrottesley (1721–1769), duchovní, královský kaplan, člen Dolní sněmovny
- Frances (1720–1788), manžel 1744 lord John Philip Sackville (1713-1765), člen Dolní sněmovny
- Granville (1721–1803), nejvyšší komoří, prezident Tajné rady, r. 1786 povýšen na markýze
- Elizabeth (1723–1784), manžel 1751 John Waldegrave, 3. hrabě Waldegrave (1718–1784), generál, nejvyšší štolba, člen Dolní sněmovny
- Evelyn (1723–1784), manžel 1744 John Fitzpatrick, 1. hrabě z Upper Ossory (1719-1758)
- Richard (1726–1753), člen Dolní sněmovny
- John (1740–1792), admirál, člen Dolní sněmovny